# تأثير صوتي كهربائي
التأثير الصوتي والكهربائي، هو ظاهرة غير خطية لتوليد التيار الكهربائي في أشباه الموصلات ذو الخواص الكهرضغطية بواسطة موجة صوتية منتشرة. يتناسب التيار الكهربائي المتولد مع شدة الموجة الصوتية وقيمة التوهين الناجم عن الإلكترون .
توقع ر. ه. بارمنينتر التأثير الصوتي الكهريائي بحسابات نظرية في عام 1953. لاحظ كلٍ من واينريتش ووايت هذا التأثير في عام 1957.

## تأثير الوادي الكهروضوئي
هناك نوعان مختلفان من التأثير الصوتي الكهربائي الأصلي. الأول هو التأثير الصوتي الكهربائي للوادي، والثاني هو تأثير القاعة الكهروضوئي للوادي. تكهن لوجوده نظريًا في عام 2019 كل من كالاميتسيف وكوفاليف وسافينكو.
وتمثل هذه التأثيرات أيضًا ظاهرة غير خطية لتوليد التيار الكهربائي في المواد ثنائية الأبعاد، مثل: الطبقات الأحادية المكونة من معدن ثنائي كالكوجينيد أو الجرافين، الموجودة على ركيزة كهرضغطية بواسطة موجة صوتية منتشرة . تتناسب التيارات الكهربائية المتولدة مع شدة الموجة الصوتية وتكون اتجاهاتها متعامدة مع متجه الموجة الصوتية.[بحاجة لمصدر]

### الصوتيات الفيزيائية
هي مجال الصوتيات والفيزياء التي تدرس تفاعلات الموجات الصوتية مع وسط غازي أو سائل أو صلب على المستويات الكلية والجزئية. ويتعلق ذلك بتفاعل الصوت مع الموجات الحرارية في البلورات (الفوتونات)، والضوء (الفوتونات)، والإلكترونات في المعادن وأشباه الموصلات (الظواهر الصوتية والكهربائية)، والإثارات المغناطيسية في البلورات المغناطيسية، وغيرها. تشمل بعض التقنيات التجريبية التي تم تطويرها مؤخرًا الصوتيات الضوئية والمجهر الصوتي والانبعاثات الصوتية.
هناك فئتان رئيسيتان من المشكلات التي تمت دراستها في الصوتيات الفيزيائية.
يتعلق الأول بفهم كيفية تأثير الخواص الفيزيائية للوسيط (الصلب أو السائل أو الغاز) على انتشار الموجات الصوتية في هذه الوسيلة من أجل استخدام هذه المعرفة لأغراض عملية.
وفئة المهمة الثانية من المشكلات التي تمت دراستها في الصوتيات الفيزيائية هي الحصول على المعلومات ذات الصلة حول وسيطة قيد النظر عن طريق قياس خصائص الموجات الصوتية التي تنتشر عبر هذه الوسيلة.